# ويلينغتون ناسيمنتو كارفاليو
ويلينغتون ناسيمنتو كارفاليو (21 نوفمبر 1992 في البرازيل - ) هو لاعب كرة قدم برازيلي في مركز الهجوم لعب سابقاً في النادي العربي السعودي.

## وصلات خارجية
- ويلينغتون ناسيمنتو كارفاليو على موقع قاعدة بيانات كرة القدم.إي يو (الإنجليزية)
- ويلينغتون ناسيمنتو كارفاليو على موقع Soccerway.com (الإنجليزية)